# ウクラインカ空軍基地
ウクラインカ空軍基地（ウクラインカくうぐんきち、ロシア語: Авиационная база Украинка）は、ロシア連邦アムール州のウクラインカに位置する、ロシア航空宇宙軍の基地である。Tu-95戦略爆撃機を運用する第6952セヴァストポリ・ベルリン赤旗基地が所在している。

## 概要
1955年に建設されたウクラインカ空軍基地は、M-4戦略爆撃機を運用可能な6か所の基地の一つとして使用された。ソビエト連邦の崩壊後の1992年には、カザフスタンのセミパラチンスクに駐留していた第1023、第1226爆撃連隊のTu-95がウクラインカ空軍基地へ撤退している。
1998年にはレニングラード軍管区のソルツィ2空軍基地から第326重爆撃航空師団が移駐、2009年の大規模な空軍再編により第6952基地がウクラインカ空軍基地に配置された。
ロシアのウクライナ侵攻中の2025年6月1日、ウクライナ保安庁の蜘蛛の巣作戦でのドローン攻撃の標的となったが、攻撃は失敗している。

## 所在部隊
遠距離航空コマンド隷下
- 第6952セヴァストポリ・ベルリン赤旗基地[7]
  - 第79重爆撃連隊 - Tu-95MS
  - 第182重爆撃連隊 - Tu-95MS